# Tratado de Managua
El Tratado de Managua, también conocido como el Tratado Zeledón-Wyke, fue un acuerdo internacional firmado en 1860 entre el Reino Unido y el Estado de Nicaragua, por el que el Reino Unido reconocía la soberanía de Nicaragua sobre parte del Reino de Mosquitia, pero reservó, sobre la base de derechos históricos, un enclave autónomo conocido como la "Reserva Mosquito", citando acuerdos de tratados anteriores y circunstancias históricas.
Este tratado permaneció en vigor hasta que ambos países firmaron en 1905 el Tratado Altamirano-Harrison.

## Antecedentes

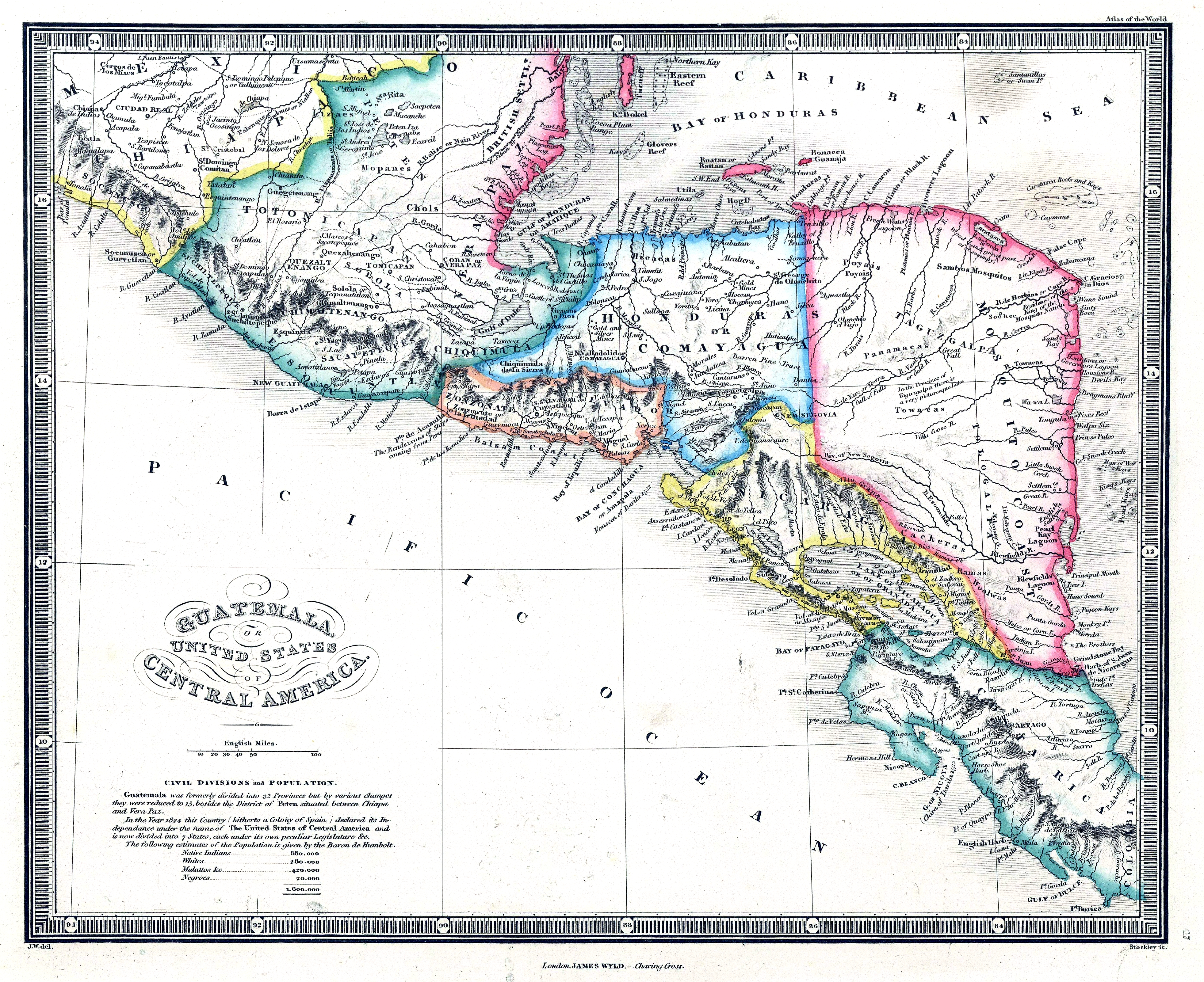
Territorios reclamados por el Imperio británico en Centroamérica a mediados del en rosa.

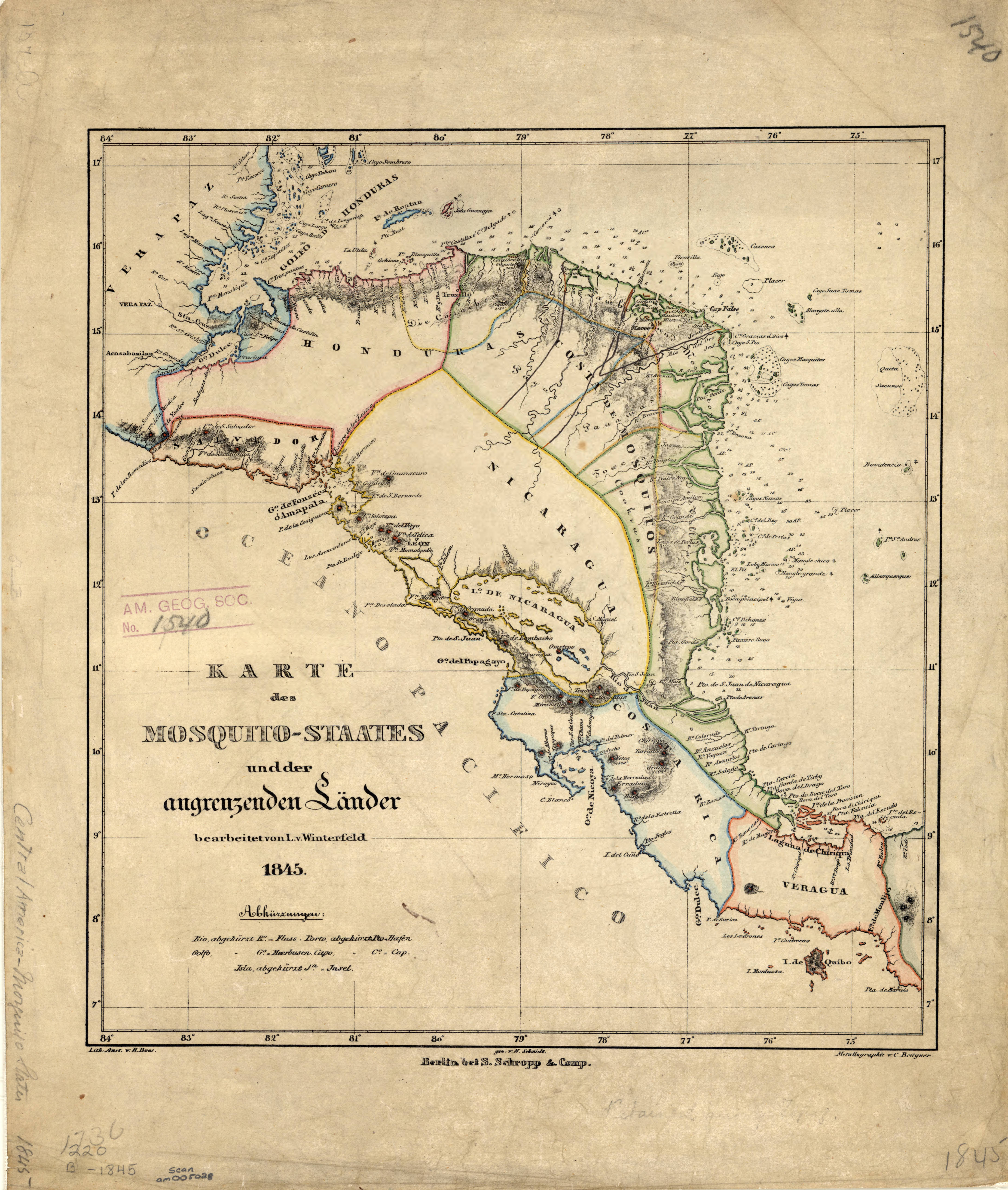
Mapa de América Central en 1845.

En 1821 se produjo la independencia de Centroamérica del Imperio español, surgiendo el Primer Imperio mexicano, del cual se independizaría la República Federal de Centroamérica en 1823. Sin embargo entre 1837 y 1841 se produjo la disolución de la República Federal de Centroamérica por la cual, entre otros países, surgió la República de Nicaragua.
En esa época el Imperio británico tenía numerosas posesiones por el Caribe (llamadas Indias Occidentales Británicas) como por ejemplo Honduras británica (actual Belice). En 1837 el Imperio británico reconoció formalmente al reino Mosquito como un Estado independiente que abarcaba la Costa de los Mosquitos (que incluía una parte del territorio de Honduras y otra de Nicaragua) y tomó medidas para defender a ese reino. En 1844 Reino Unido declaró un protectorado sobre ese territorio (motivado en parte por la inminente anexión estadounidense de Texas y el deseo británico de construir un canal artificial navegable a través de América Central antes de que lo hiciera Estados Unidos).
Nicaragua protestó por el establecimiento de ese protectorado y envió tropas a San Juan del Norte, a lo que el rey misquito respondió con un ultimátum exigiendo que todas las fuerzas nicaragüenses se fueran antes del 1 de enero de 1848. Nicaragua apeló a los Estados Unidos (que estaban influenciados por la Doctrina Monroe de América para los americanos de 1823) pero los estadounidenses, entonces ocupados en la guerra contra México, no respondieron. Después de que expiró el ultimátum, las fuerzas misquito-británicas tomaron San Juan del Norte. El 7 de marzo de 1848, Nicaragua firmó un tratado de paz donde cedió San Juan del Norte al Reino Mosquito, que lo rebautizó como Greytown en honor a Charles Edward Grey, gobernador de la colonia de Jamaica.
Concluida la guerra entre México y Estados Unidos, el nuevo delegado de Estados Unidos en Centroamérica, Ephraim George Squier, intentó que Nicaragua, El Salvador y Honduras formaran un frente común contra los británicos, que ahora amenazaban con anexionar la isla del Tigre en la costa del pacífico de Honduras. Después de que las fuerzas británicas y estadounidenses casi se enfrentaron en El Tigre, ambos gobiernos reprendieron a los comandantes de sus fuerzas allí y concluyeron el Tratado Clayton-Bulwer el 18 de abril de 1850. En este documento las dos potencias se comprometieron a garantizar la neutralidad, el uso igualitario del futuro canal navegable propuesto y a no "ocupar, fortificar, o colonizar, o asumir o ejercer ningún dominio sobre Nicaragua, Costa Rica, la Costa de Mosquitos o cualquier parte de Centroamérica", ni hacer uso de ningún protectorado o alianza, presente o futura, para tales fines.

Mapa de América Central y del Norte en 1852.

Estados Unidos asumió que esto significaba la inmediata evacuación británica de la Costa de Mosquitos, mientras que los británicos argumentaron que solo los obligaba a no expandirse más en América Central y que tanto el protectorado de 1844 como el tratado de paz de 1848 todavía estaban vigentes. El 21 de noviembre, el vapor estadounidense Prometheus fue atacado a tiros por un buque de guerra británico por no pagar las tarifas portuarias en Greytown. Uno de los pasajeros era Cornelius Vanderbilt, magnate de negocios y una de las personas más ricas de los Estados Unidos de la época. El gobierno británico se disculpó después de que Estados Unidos enviara dos balandras armadas a la zona.
En 1852 Reino Unido estableció la Colonia de las Islas de la Bahía frente a la costa de Honduras y rechazó las protestas estadounidenses alegando que esas islas habían sido parte de Honduras británica (actual Belice) antes de la firma del Tratado Clayton-Bulwer. La proclamación de esas islas como colonia británica (junto al protectorado británico de la Costa de Mosquitos y la ocupación inglesa de San Juan del Norte) finalmente acabó provocando una crisis diplomática con el gobierno de los Estados Unidos, donde fue considerada universalmente como una violación directa del Tratado Clayton-Bulwer de 1850.
Al respecto el Comité de Relaciones Exteriores del Senado de los Estados Unidos, declaró: las islas de Roatán, Bonacca, Utila, etc. [Islas de la Bahía], en y cerca de la bahía de Honduras, constituyen parte del territorio de la república de Honduras, y por lo tanto forman parte de Centroamérica; y, en consecuencia, que cualquier ocupación de estas islas por parte de Gran Bretaña constituye una violación del tratado del 5 de julio de 1850. Estaba originándose un conflicto diplomático que se extendió en el tiempo y que en el peor de los casos podría ocasionar una guerra entre Estados Unidos y el Imperio británico.
El representante estadounidense en Nicaragua, Solon Borland, consideró que se había incumplido el tratado y abogó abiertamente por la anexión estadounidense de Nicaragua y el resto de América Central, por lo que se vio obligado a dimitir. En 1853, los edificios de la Accessory Transit Company, propiedad de Estados Unidos, en Greytown fueron saqueados y destruidos por los lugareños. En 1854, un capitán de un barco de vapor estadounidense mató a un criollo de Greytown, y Borland, que había permanecido en Greytown después de su dimisión, detuvo el arresto por asesinato amenazando al alguacil y a sus hombres con un rifle, argumentando que no tenían poder para arrestar a un ciudadano estadounidense. Aunque no ocupaba ningún cargo, Borland ordenó a 50 pasajeros estadounidenses con destino a Nueva York que permanecieran en tierra y "protegieran los intereses estadounidenses" mientras él navegaba hacia Estados Unidos en busca de ayuda. 

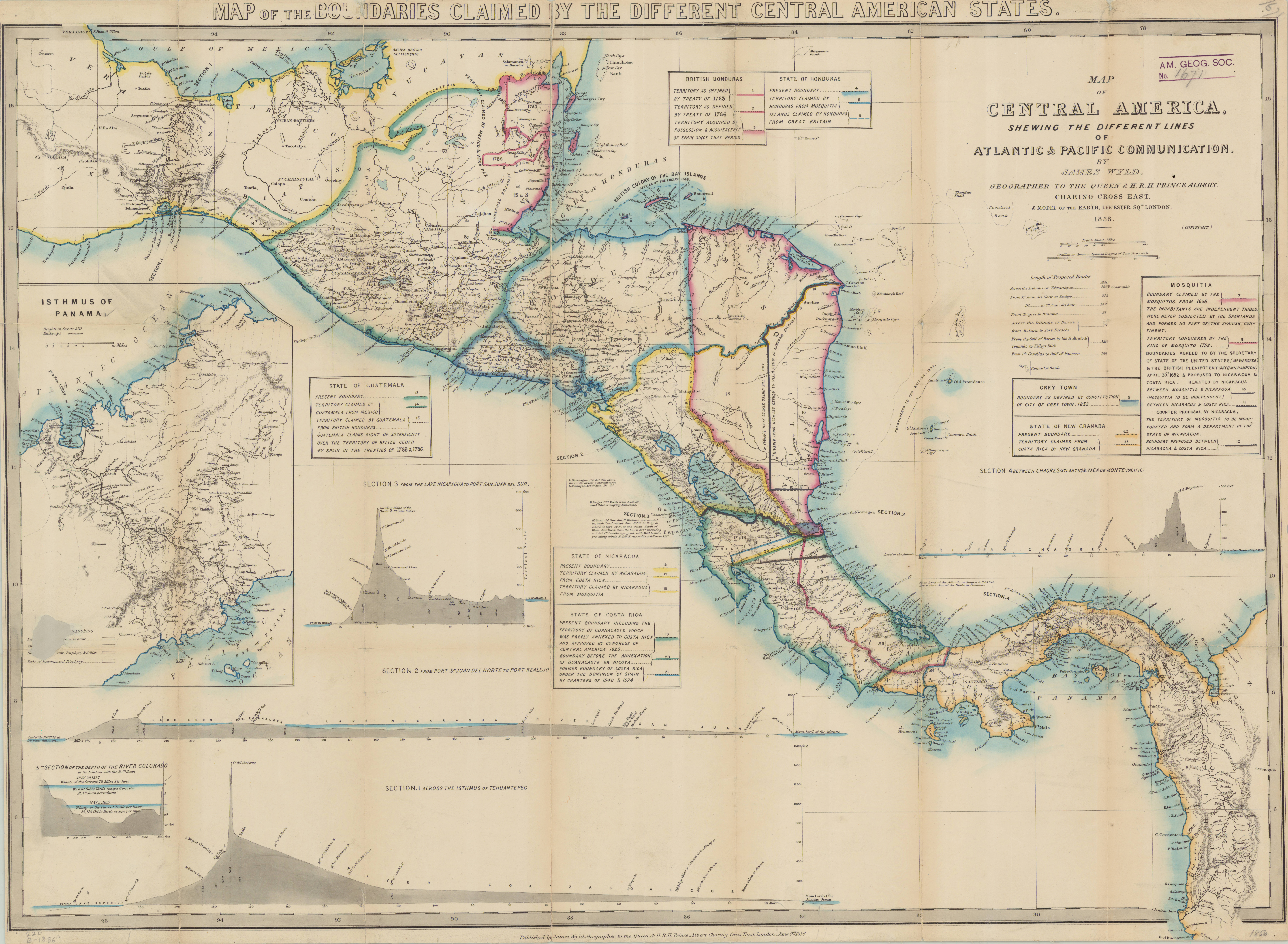
Mapa de América Central en 1856.

En un ejemplo de diplomacia de cañonero, los estadounidenses enviaron la balandra de guerra USS Cyane y exigieron 24.000 dólares en daños, una disculpa y una promesa de buena conducta en el futuro. Cuando no se cumplieron los términos, la tripulación bombardeó Greytown el 13 de julio de 1854, luego desembarcó y quemó la ciudad hasta los cimientos. Los daños fueron cuantiosos pero no hubo muertos. Con su atención centrada en la guerra de Crimea y la firme oposición de los empresarios mercantiles ingleses a una guerra contra los Estados Unidos, el gobierno británico se limitó a protestar y exigió una disculpa que nunca fue recibida.
Durante los años 1854-1856 se mantuvo una elaborada correspondencia entre el Sr. Buchanan, embajador estadounidense en Londres, y el Secretario de Estado de Asuntos Exteriores inglés Lord Clarendon sobre el tema, pero sin ningún resultado satisfactorio. El Reino Unido aumentó apresuradamente sus fuerzas navales en la zona del mar Caribe y su ejemplo fue seguido rápidamente por los Estados Unidos. Durante un tiempo, la paz entre los dos países dependió de la discreción de unos pocos comandantes navales, que actuaban bajo órdenes necesariamente vagas e indefinidas.
En este momento crítico, el gobierno de Honduras envió a un representante a Londres, quien consideró que la cuestión concernía principalmente a Honduras, y exigió la entrega de las islas y parte de la Costa de Mosquitos, igualmente como medida de justicia para esa república, y como medio para retirar una cuestión peligrosa entre los Estados Unidos y el Reino Unido, en la que cada parte se había comprometido públicamente a no ceder en sus pretensiones iniciales, y no podían quedar en evidencia. Esta solución fue vista con agrado por ambas partes. Finalmente la escalada de la tensión termina con el Tratado de Comayagua, firmado por el gobierno británico y por el gobierno de Honduras el 29 de noviembre de 1859, que abarcaba la situación de la islas de la Bahía y parte de la Costa de los Mosquitos. El Tratado de Comayagua fue un claro antecedente del futuro tratado que el Reino Unido firmaría con Nicaragua al año siguiente. El Reino Unido también firmó en 1859 con Guatemala el Tratado Wyke-Aycinena para delimitar la frontera entre Honduras británica y Guatemala.

## Tratado

Bandera de la Reserva Mosquito.

Mapa de América Central en 1862.

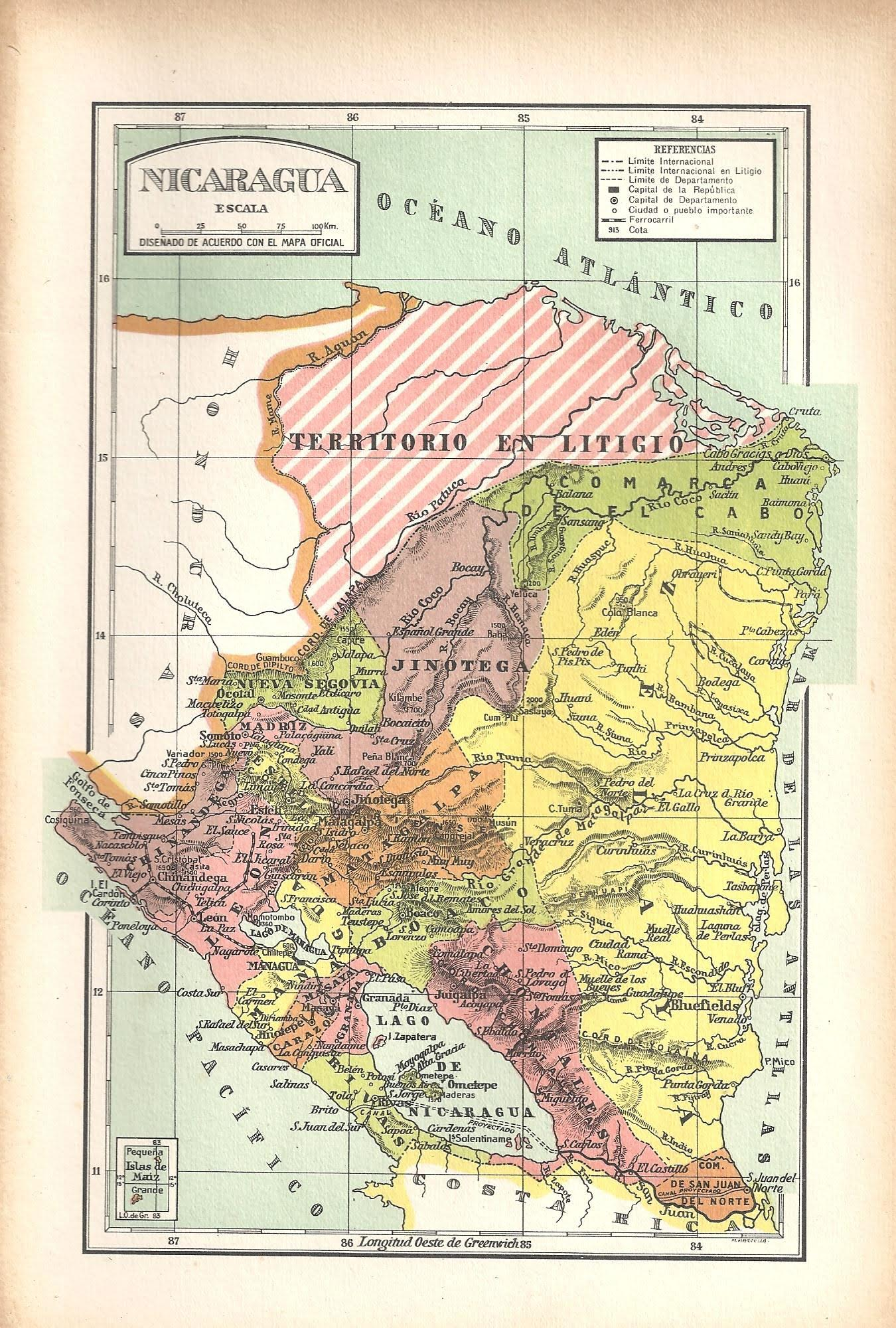
Mapa de Nicaragua en 1894.

El 28 de enero de 1860, se firmó el Tratado de Managua entre Nicaragua y el Reino Unido, por lo cual este renunció a su protectorado misquito y reconoció la soberanía de Nicaragua; mientras que Nicaragua reconoció los derechos de autonomía de los misquitos.  Así el Reino Mosquito se convirtió en la "Reserva Mosquitia". A cambio de la entrega de posesiones inglesas a Nicaragua y Honduras, Estados Unidos permitía al Reino Unido total libertad de acción en su colonia conocida como Honduras británica (actual Belice). 
Un año después de firmado el Tratado de Managua, en Bluefields se reunieron 51 Witas (alcaldes) y aprobaron la Constitución de la Reserva, inspirada por el cónsul británico y que establecía de manera general, leyes británicas. El rey misquito Jorge Augusto Federico aceptó el Tratado de Managua con la condición de que conservara su autoridad local y recibiera una subvención anual de 1000 £ hasta 1870. A su muerte en 1864, Nicaragua se negó a reconocer a su sucesor, William Henry Clarence.
Sin embargo, la reserva siguió siendo gobernada por un jefe electo, ayudado por un consejo administrativo que se reunía en Bluefields; y los miskitos negaron que la soberanía de Nicaragua connotara derecho alguno a interferir en sus asuntos internos. La cuestión fue remitida para arbitraje al Emperador de Austria, Francisco José I, cuyo laudo, publicado el 2 de julio de 1881, confirmó el argumento de los habitantes nativos y afirmó que la soberanía de Nicaragua estaba limitada por el derecho de autodeterminación del gobierno de la reserva. Por lo que la soberanía de Nicaragua en ese territorio fue en realidad una formalidad hasta el año 1894.
A principios de 1894, durante el gobierno de José Santos Zelaya, en una operación efectuada por Rigoberto Cabezas, Nicaragua invadió la Reserva Mosquito, ocupó Bluefields y depuso al príncipe Robert Henry Clarence, su jefe hereditario, el 12 de febrero de 1894, solo para ser forzada a salir en julio por una intervención británica y estadounidense. Aunque EE. UU. desembarcó tropas en Bluefields junto a los británicos luego intervino diplomáticamente a favor de Nicaragua, y presionó a Reino Unido para que se retirara. Después de que las fuerzas británicas se retiraron, estalló un motín en la ciudad de Bluefields, lo que llevó a una segunda invasión nicaragüense. En agosto, 11 súbditos británicos y 2 súbditos estadounidenses fueron arrestados por participar en el motín y enviados a Managua para ser juzgados. Las tropas nicaragüenses permanecieron y comenzaron el proceso de reincorporación política del territorio Mosquito. La Reserva Mosquito pasó a ser incorporada formalmente a la de la República de Nicaragua. La antigua Costa Mosquito pasó a ser un departamento nicaragüense con el nombre de Departamento de Zelaya.
Cuando Nicaragua se negó a pagar a Gran Bretaña una indemnización por la anexión de la Reserva Mosquito, los británicos respondieron ocupando el puerto nicaragüense de Corinto en la costa del Pacífico el 27 de abril de 1895. EE. UU. protestó de nuevo al gobierno británico por la ocupación y le presionó diplomáticamente. Finalmente, los británicos se marcharon después de recibir indemnizaciones del gobierno nicaragüense. La actitud agresiva de Zelaya había sus frutos, y el Reino Unido, que probablemente no quería ir a la guerra por esta tierra lejana, acabó reconociendo la toma nicaragüense del área por medio del Tratado Altamirano-Harrison en 1905, a cambio de garantizar a los nativos exención de impuestos y del servicio militar y garantizarles vivir en sus aldeas y territorios ancestrales según sus costumbres propias.
Los intentos de decidir la soberanía entre Honduras y Nicaragua sobre la ribera norte del río Coco, que divide en dos el Cabo Gracias a Dios, comenzaron en 1869, pero no se resolverían hasta noventa y un años después, cuando la Corte Internacional de Justicia falló a favor de Honduras en 1960.